# Seelenberg
Seelenberg ist ein Ortsteil von Schmitten im Taunus im südhessischen Hochtaunuskreis.

## Geographie

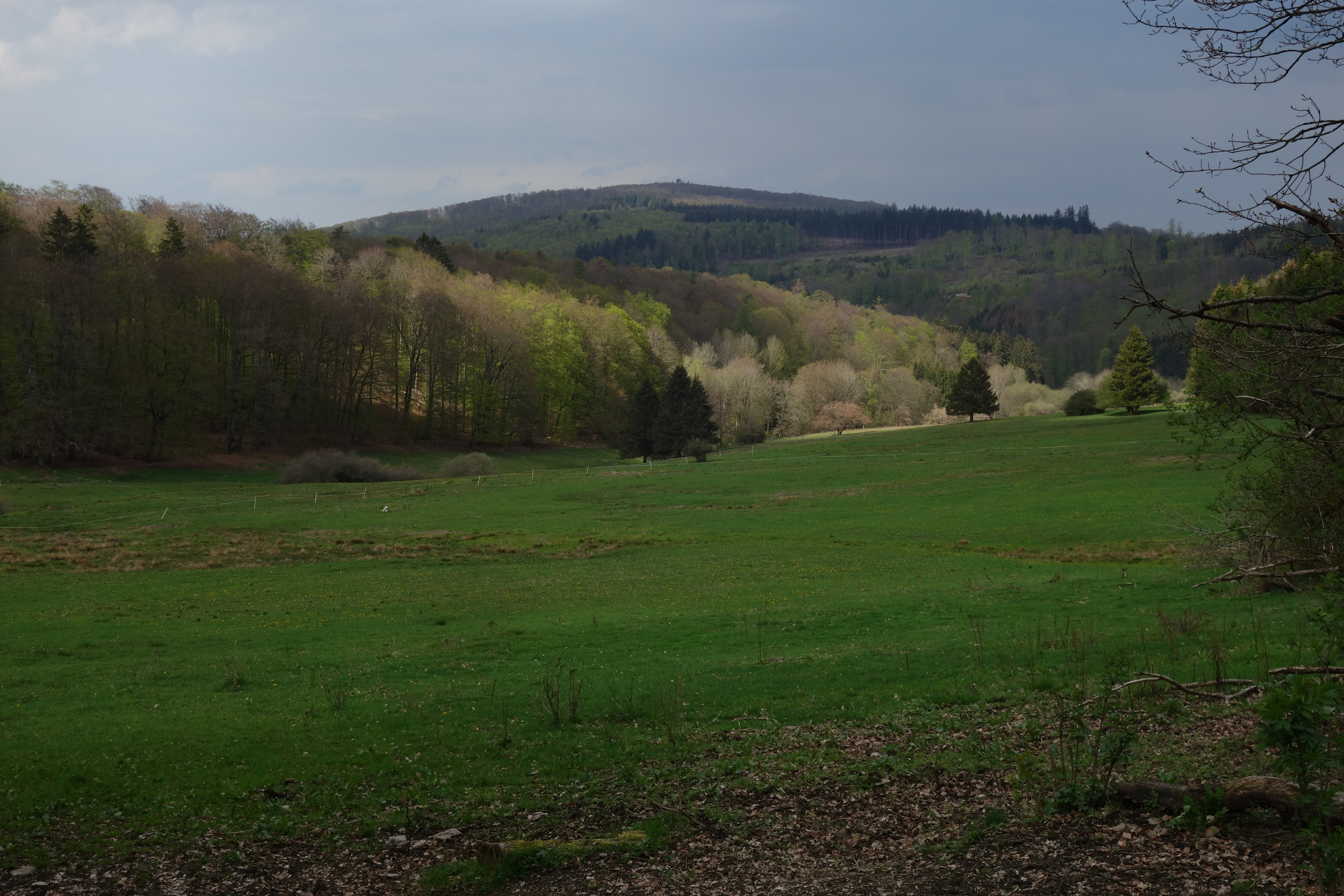
Blick über das Naturschutzgebiet Saubach und Niedgesbach zum Berg Pferdskopf (mit Aussichtsturm)

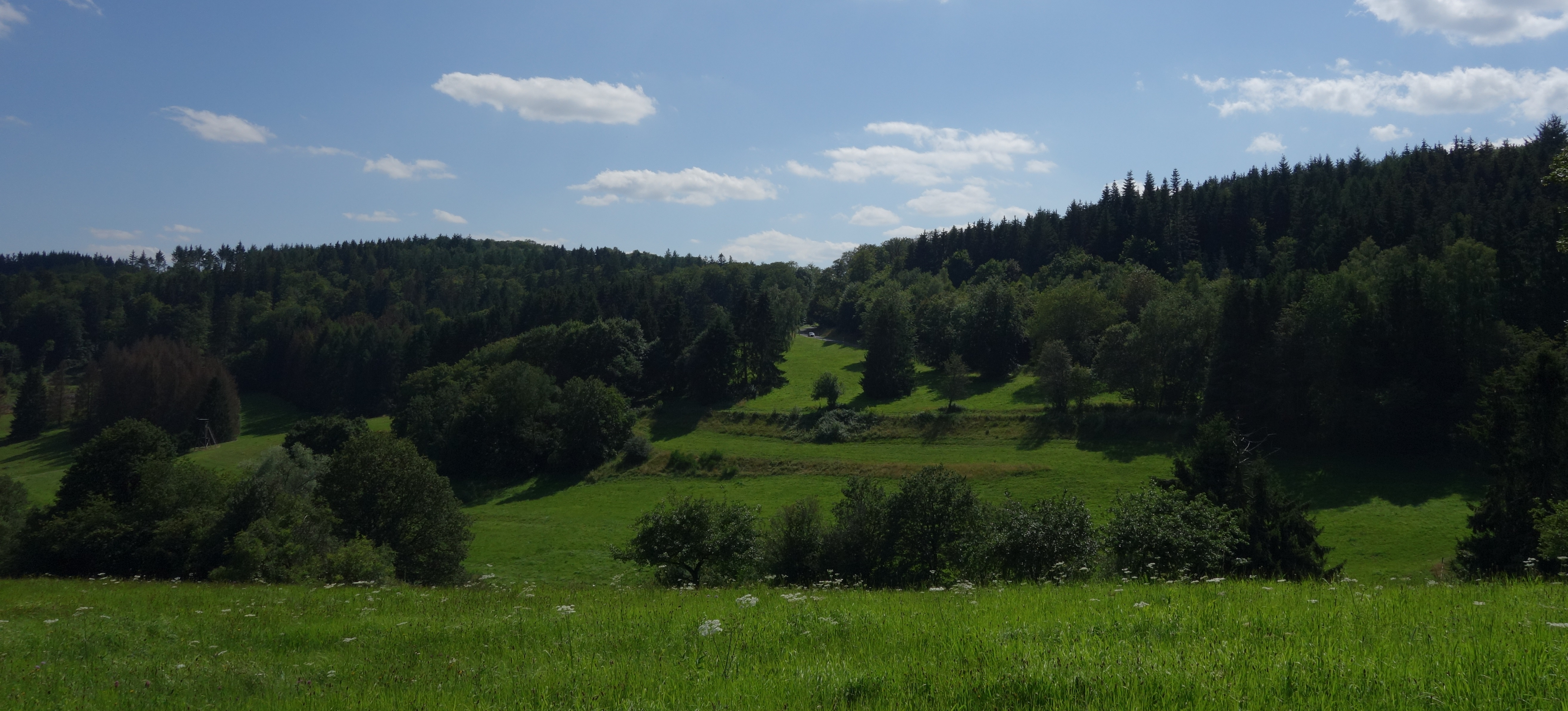
Blick zum Pass Kittelhütte zwischen Hühnerberg-Nebenkuppe Moosheck (links) und der Südkuppe des Windhain (rechts); aus Richtung Seelenberg

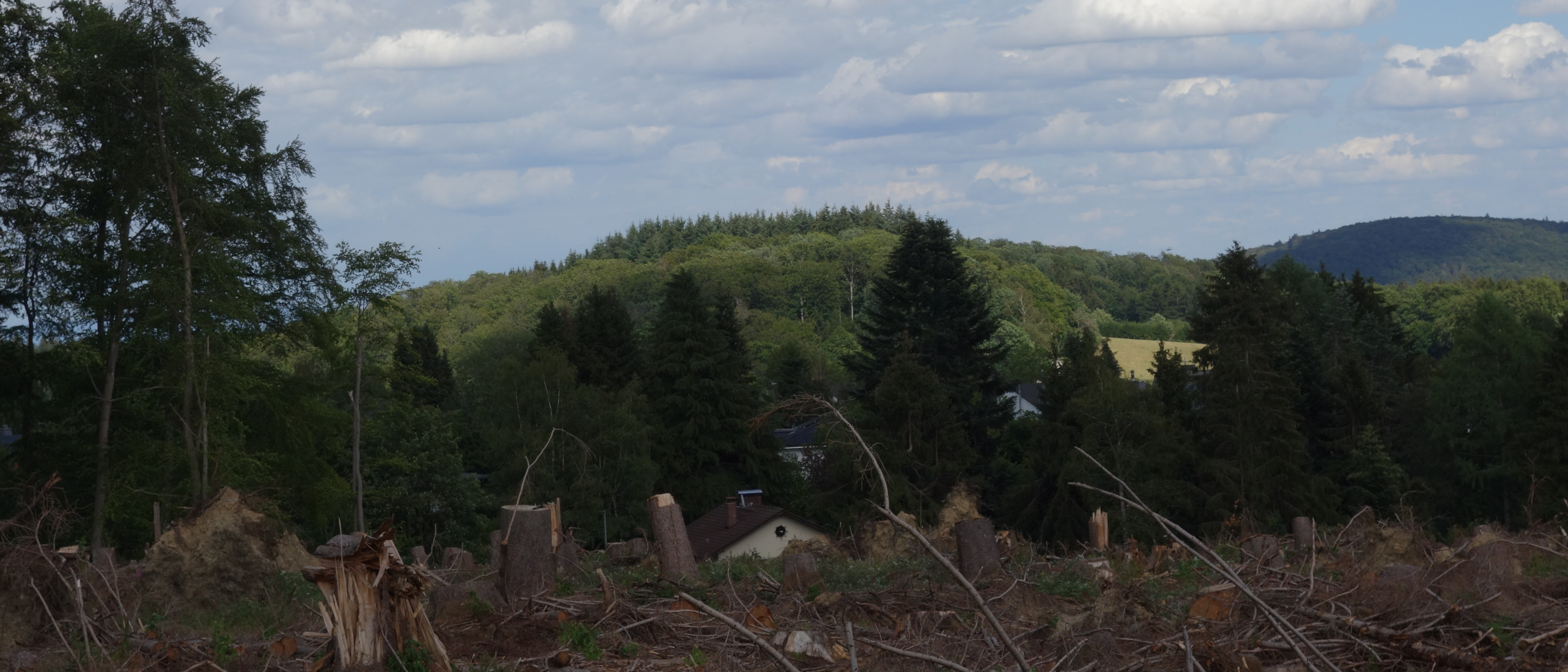
Berg Judenkopf über Seelenberg, vom Windhain gesehen; rechts dahinter der Pfaffenrod.

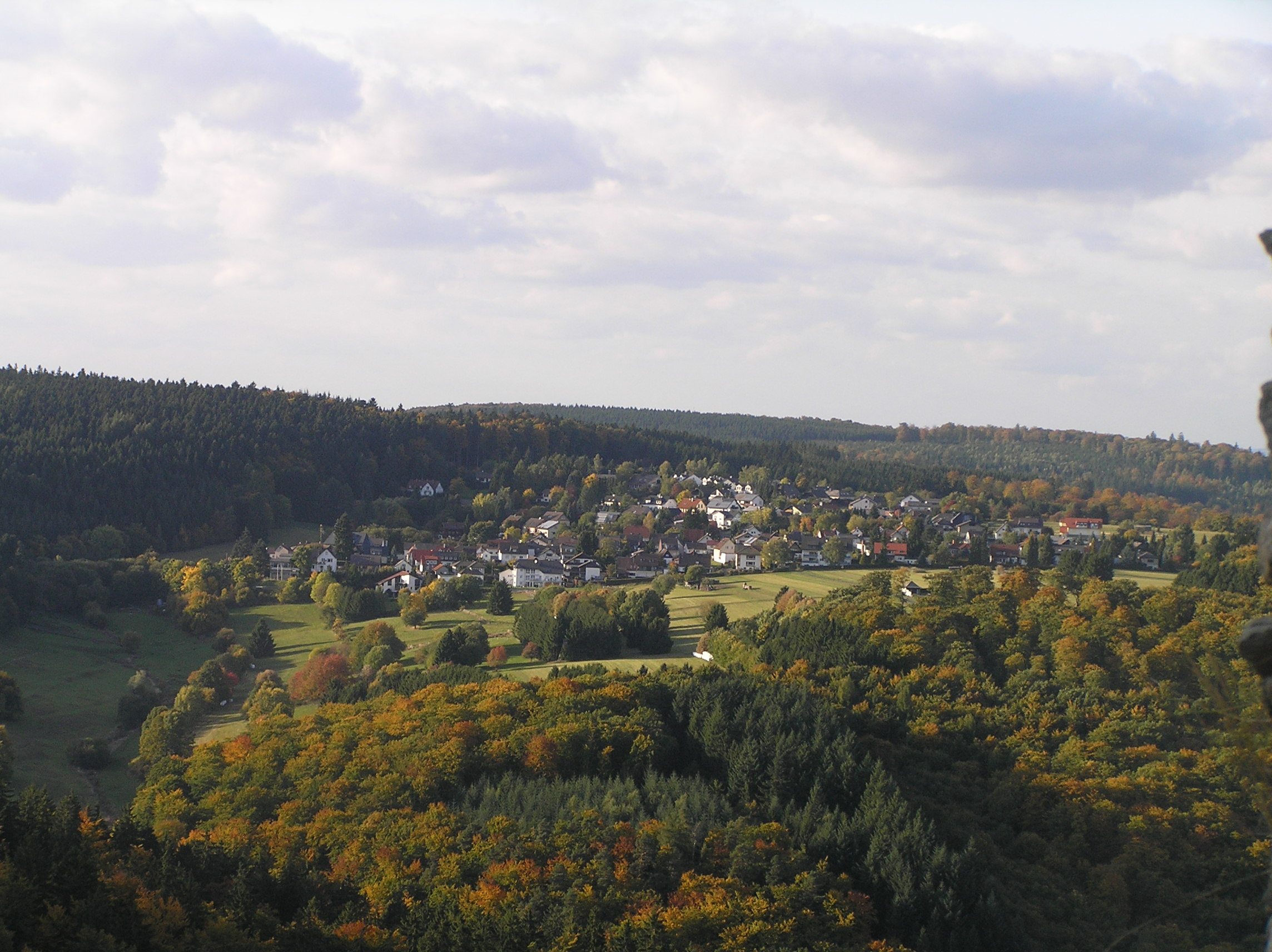
Blick vom Turm der Burg Reifenberg auf Seelenberg

Seelenberg befindet sich im östlichen Hintertaunus im Naturpark Taunus. Das Dorf ist nach Oberreifenberg der zweit höchstgelegene Ort im Taunus. Seelenberg liegt auf einer Hochscholle, der sogenannten Feldberg-Langhals-Pferdskopf-Scholle, die hier quer zum Taunushauptkamm verläuft. Der Hauptteil des Ortes befindet sich auf der Hangseite, welche nach Süden ins Weiltal steil abfällt. Auf dieser Seite entspringen auch drei Bächlein, die, oberhalb von Schmitten, in die Weil münden. Nur wenige Häuser finden sich auf der nördlichen Bergseite des Ortes. Der auf dieser Seite in den Sauwiesen entspringende Saubach und der etwas nördlicher entspringende Niedgesbach fließen nach Norden in Richtung Finsternthal.
Sowohl Seelenberg als auch die Region Schmitten verfügen über ein ausgedehntes und meist gut gepflegtes Wegenetz, welches die beeindruckende Natur erfahrbar macht. Das Naturschutzgebiet Saubach und Niedgesbach hingegen darf größtenteils nicht betreten werden.
Der Ort liegt im Westen der Großgemeinde Schmitten. Er liegt genau an der Grenze zwischen Hochtaunuskreis und Rheingau-Taunus-Kreis. Die Grenze verläuft auf dem Kamm des Berges Windhain, dessen 629,3 Meter hohe Südkuppe der höchste Punkt des Rheingau-Taunus-Kreises ist. Vom Ort aus gen Ostnordost erhebt sich der 618,3 Meter hohe Judenkopf.
Im Süden des Ortes liegen die Ortschaften Nieder- und Oberreifenberg. Im Südwesten grenzt Seelenberg an Oberems, im Westen an Wüstems, das zum Rheingau-Taunus-Kreis gehört. Im Nordosten grenzt Seelenberg an Reichenbach und im Norden an Mauloff.
Seelenberg war ein sogenanntes Reihendorf, gekennzeichnet durch eine gerade durch den Ort führende Hauptstraße, die Landstraße 3023, hier bezeichnet als Camberger Straße. Gen Osten führt diese hinab ins Weiltal nach Schmitten, in Gegenrichtung macht die Straße hinter der Kirche im Westen einen scharfen Knick nach Süden, entlang des Osthangs des Windhains, bis zum Pass Kittelhütte, von wo aus die Straße weiter führt nach Oberems, jenseits der Feldberg-Langhals-Pferdskopf-Scholle, und weiter nach Westen Richtung Waldems, Idstein und Bad Camberg.

## Geschichte

### Von der Gründung bis zur Wüstung
Der Ort Seelenberg wird 1272 als Selderberg in einer nassauischen Urkunde bekanntermaßen erstmals genannt. 1441 wird Gottfried von Eppstein als Besitzer von Seelenberg genannt. Mit dem Aussterben des Geschlechts der Herren zu Eppstein im Jahr 1529, kam Seelenberg an Königstein, 1535 an die Herren von Stolberg. Die letzte urkundliche Erwähnung stammt von 1561. Spätestens ab 1595 galt die Kirche als vollständig verfallen und der Ort als Wüstung.

### Von der Neugründung bis heute
Mit dem Amt Reifenberg ging die Wüstung 1681 als Pfandschaft bis etwa 1725 an Kurmainz. Am 12. September 1695 wurde durch den Kurmainzer Rentmeister ein 15-Punkte-Plan zur Neugründung Seelenbergs vorgelegt. Zehn Siedlerfamilien aus dem Taunus, dem bergischen Land und der Gegend um Lüttich wurden 1696 angesiedelt und wählten den Wallonen Gerlach Barchon zum ersten Schultheißen. Am 5. Oktober 1711 wurde die neu erbaute Kirche „St.Kasimir“ geweiht. 1722 wurde der Seelenberger Markt nach Esch verlegt.
Mit der Rheinbundakte wurde Seelenberg 1806 Teil von Nassau-Usingen und damit später des Herzogtums Nassau. Mit der Auflösung des Amtes Reifenberg 1810 wurde der Ort dem Amt Usingen zugeordnet. 1866 kam Seelenberg dann zu Preußen.
Seelenberg war bis zum freiwilligen Zusammenschluss im Zug der Gebietsreform in Hessen zum 1. April 1972 mit Schmitten und weiteren bis dahin selbstständigen Gemeinden eigenständig und ist seither ein Ortsteil der Gemeinde Schmitten im Taunus. Ortsbezirke nach der Hessischen Gemeindeordnung wurden in Schmitten nicht gebildet.

### Staats- und Verwaltungsgeschichte im Überblick
Die folgende Liste zeigt die Staaten und Verwaltungseinheiten, denen Seelenberg angehört(e):
- vor 1806: Heiliges Römisches Reich, Herrschaft Reifenberg
- ab 1806: Herzogtum Nassau, Amt Reifenberg
- ab 1816: Herzogtum Nassau, Amt Usingen
- ab 1849: Herzogtum Nassau, Kreisamt Idstein
- ab 1854: Herzogtum Nassau, Amt Usingen
- ab 1867: Königreich Preußen, Provinz Hessen-Nassau, Regierungsbezirk Wiesbaden, Obertaunuskreis (Trennung zwischen Justiz (Amtsgericht Usingen) und Verwaltung)
- ab 1871: Deutsches Reich, Königreich Preußen, Provinz Hessen-Nassau, Regierungsbezirk Wiesbaden, Obertaunuskreis
- ab 1886: Deutsches Reich, Königreich Preußen, Provinz Hessen-Nassau, Regierungsbezirk Wiesbaden, Kreis Usingen
- ab 1918: Deutsches Reich, Freistaat Preußen, Provinz Hessen-Nassau, Regierungsbezirk Wiesbaden, Obertaunuskreis
- ab 1932: Deutsches Reich, Königreich Preußen, Provinz Hessen-Nassau, Regierungsbezirk Wiesbaden, Obertaunuskreis
- ab 1933: Deutsches Reich, Königreich Preußen, Provinz Hessen-Nassau, Regierungsbezirk Wiesbaden, Landkreis Usingen
- ab 1944: Deutsches Reich, Freistaat Preußen, Provinz Nassau, Landkreis Usingen
- ab 1945: Deutsches Reich, Amerikanische Besatzungszone, Groß-Hessen, Regierungsbezirk Wiesbaden, Landkreis Usingen
- ab 1946: Deutsches Reich, Amerikanische Besatzungszone, Hessen, Regierungsbezirk Wiesbaden, Landkreis Usingen
- ab 1949: Bundesrepublik Deutschland, Hessen, Regierungsbezirk Wiesbaden, Landkreis Usingen
- ab 1968: Bundesrepublik Deutschland, Hessen, Regierungsbezirk Darmstadt, Landkreis Usingen
- ab 1972: Bundesrepublik Deutschland, Hessen, Regierungsbezirk Darmstadt, Hochtaunuskreis, Schmitten im Taunus

## Bevölkerung

### Einwohnerstruktur 2011
Nach den Erhebungen des Zensus 2011 lebten am Stichtag (9. Mai 2011) in Seelenberg 504 Einwohner. Darunter waren 30 (6,0 %) Ausländer.
Altersgruppen: Nach dem Lebensalter waren 75 Einwohner unter 18 Jahre alt, 177 zwischen 18 und 49, 141 zwischen 50 und 64 und 111 Einwohner waren älter.als 64 Jahre Insgesamt lebten die Einwohner laut Zensus in 237 Haushalten. Davon waren 75 Singlehaushalte, 84 Haushalte bestanden aus Paaren ohne Kinder, 54 Haushalte aus Paaren mit Kindern, es gab 18 Alleinerziehende und 6 Wohngemeinschaften. In 63 Haushalten lebten ausschließlich Senioren und in 153 Haushaltungen lebten keine Senioren.

### Einwohnerentwicklung
| Seelenberg: Einwohnerzahlen von 1834 bis 2021 | Seelenberg: Einwohnerzahlen von 1834 bis 2021 | Seelenberg: Einwohnerzahlen von 1834 bis 2021 | Seelenberg: Einwohnerzahlen von 1834 bis 2021 | Seelenberg: Einwohnerzahlen von 1834 bis 2021 |
| --- | --------------------------------------------- | --------------------------------------------- | --------------------------------------------- | --------------------------------------------- |
| Jahr |                                               |                                               |                                               | Einwohner                                     |
| 1834 | 1834                                          |                                               | 225                                           | 225                                           |
| 1840 | 1840                                          |                                               | 243                                           | 243                                           |
| 1846 | 1846                                          |                                               | 261                                           | 261                                           |
| 1852 | 1852                                          |                                               | 287                                           | 287                                           |
| 1858 | 1858                                          |                                               | 289                                           | 289                                           |
| 1864 | 1864                                          |                                               | 391                                           | 391                                           |
| 1871 | 1871                                          |                                               | 280                                           | 280                                           |
| 1875 | 1875                                          |                                               | 277                                           | 277                                           |
| 1885 | 1885                                          |                                               | 292                                           | 292                                           |
| 1895 | 1895                                          |                                               | 273                                           | 273                                           |
| 1905 | 1905                                          |                                               | 250                                           | 250                                           |
| 1910 | 1910                                          |                                               | 251                                           | 251                                           |
| 1925 | 1925                                          |                                               | 266                                           | 266                                           |
| 1939 | 1939                                          |                                               | 228                                           | 228                                           |
| 1946 | 1946                                          |                                               | 295                                           | 295                                           |
| 1950 | 1950                                          |                                               | 282                                           | 282                                           |
| 1956 | 1956                                          |                                               | 275                                           | 275                                           |
| 1961 | 1961                                          |                                               | 267                                           | 267                                           |
| 1967 | 1967                                          |                                               | 296                                           | 296                                           |
| 1970 | 1970                                          |                                               | 293                                           | 293                                           |
| 1980 | 1980                                          |                                               | ?                                             | ?                                             |
| 1990 | 1990                                          |                                               | ?                                             | ?                                             |
| 2000 | 2000                                          |                                               | ?                                             | ?                                             |
| 2011 | 2011                                          |                                               | 504                                           | 504                                           |
| 2021 | 2021                                          |                                               | 566                                           | 566                                           |
| Datenquelle: Historisches Gemeindeverzeichnis für Hessen: Die Bevölkerung der Gemeinden 1834 bis 1967. Wiesbaden: Hessisches Statistisches Landesamt, 1968. Weitere Quellen: LAGIS; Gemeinde Schmitten; Zensus 2011 |                                               |                                               |                                               |                                               |

### Historische Religionszugehörigkeit
| • 1885: | zwei evangelische (= 0,68 %), 290 katholische (= 99,32 %), 6 anderes christliche-konfessionelle (= 1,01 %) Einwohner |
| • 1961: | 23 evangelische (= 8,61 %), 244 katholische (= 91,39 %) Einwohner                                                    |

## Kultur und Sehenswürdigkeiten

### Kulturdenkmäler
Für die unter Denkmalschutz stehenden Gebäude siehe die Liste der Kulturdenkmäler in Seelenberg.

### Kirche

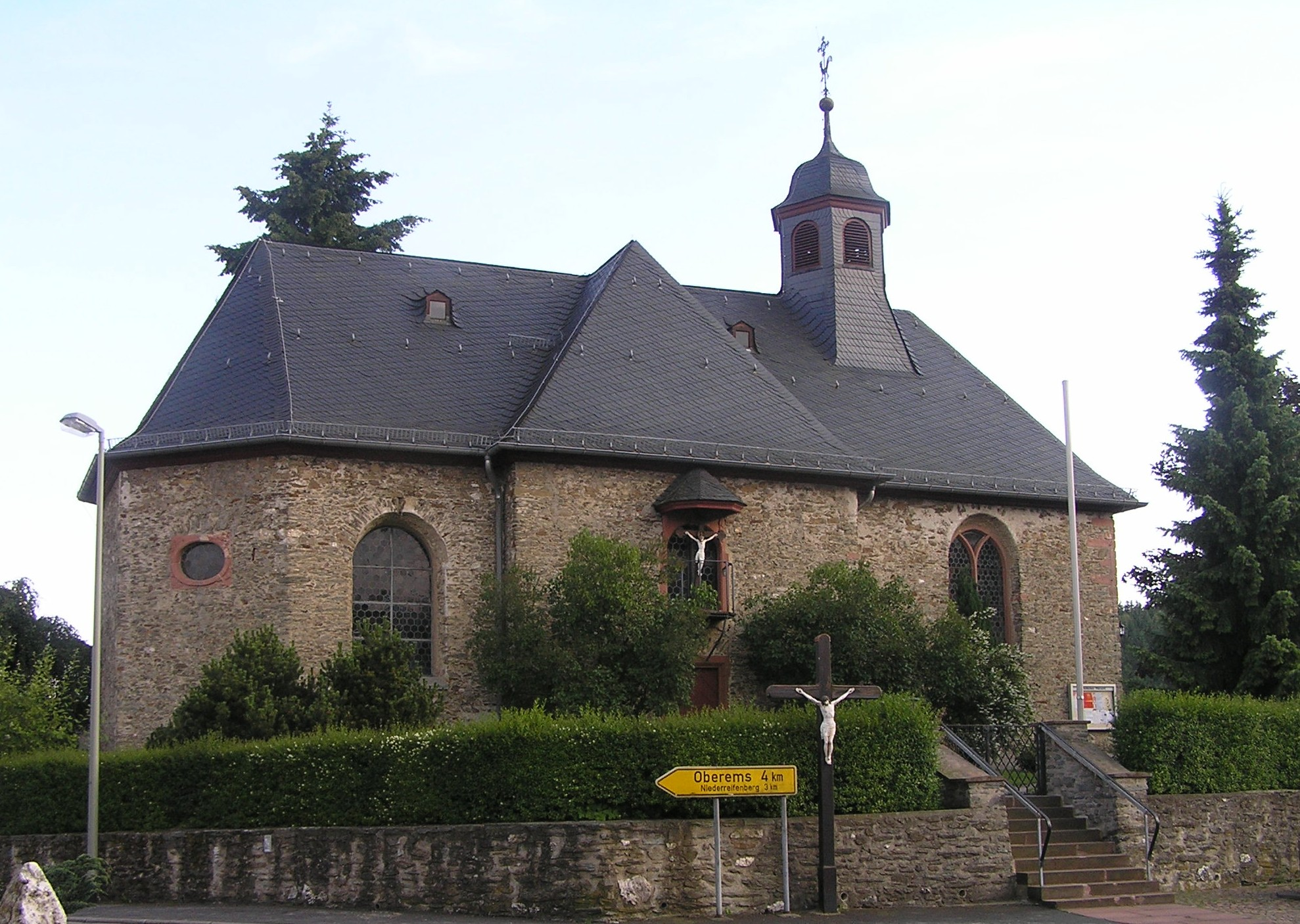
Kirche von Seelenberg

Der Mainzer Domherr Graf Casimir Ferdinand Waldbott von Bassenheim ließ die Heilig-Blut-Kirche errichten. Am 5. Oktober 1711 erfolgte die Weihe der Kirche. Später erfolgte die Umwidmung zur St. Casimir-Kirche. Spätere Ausgrabungsarbeiten legten die Fundamente von zwei ehemaligen St. Otmar-Kapellen frei, erstmals urkundlich erwähnt wird höchstwahrscheinlich die zweite Otmar-Kapelle im Jahre 1272.
1847 wurde die vom Igstadter Orgelbaumeister Voigt gebaute Orgel eingebaut. Die Orgel wurde zuletzt 1998 überholt. Seit Jahrhunderten ist das Walldürner Kreuz Ziel von Wallfahrten. Heute beschränken sich die Pilgerreisen auf das nahe Feldberggebiet. Über dem Kirchenportal ist das Wappen der Familie Bassenheim dargestellt.

### Dialekt
Die Sprache der Seelenberger und der umliegenden Dörfer ähnelt sich sehr, aber es gibt auch Ausnahmen. Die Ursache für dieses Phänomen dürfte der Einfluss der Westerwälder bzw. Wetterauer Mundart in den weilabwärts gelegenen Dörfern sein, während in den oberen Ortschaften durch vielfältige Verbindungen seit alters her das untermainische Idiom die Sprache mitgeprägt hat.

## Persönlichkeiten
In Seelenberg wurden 1841 der Theologe Anton Abt und 1868 sein Neffe, der Ölbohrpionier Anton Raky geboren.